# Musée du wayang
Pour les articles homonymes, voir Wayang (homonymie).
Le Musée du wayang, en indonésien Museum Wayang, est un musée consacré à l'art indonésien du wayang, le théâtre d'ombres et de marionnettes traditionnel. Il se trouve à Jakarta en Indonésie.